# Franz Dobusch

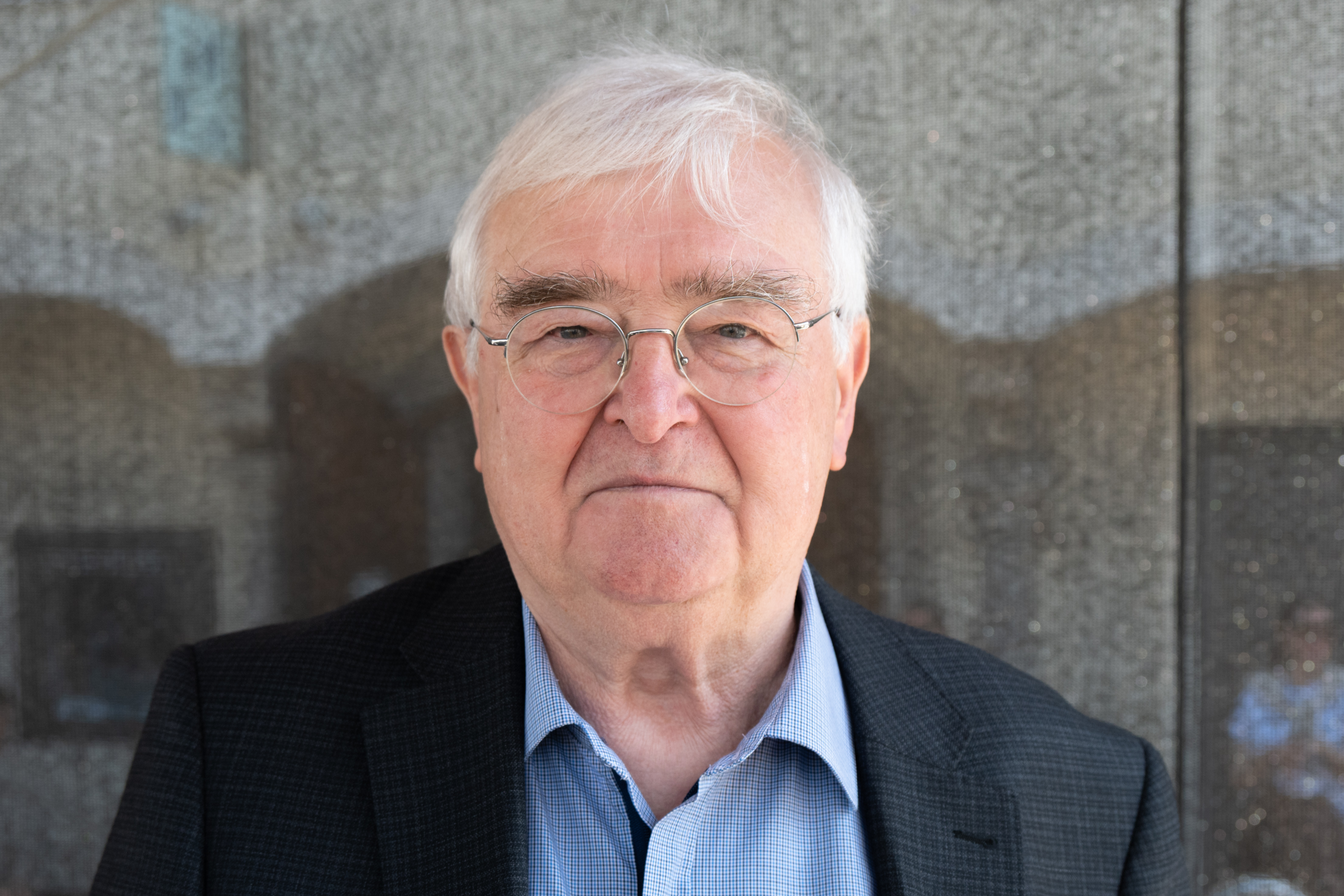
Franz Dobusch (2025)

Franz Dobusch (* 9. Mai 1951 in Raab) ist ein ehemaliger österreichischer Politiker und war vom 21. Jänner 1988 bis zum 7. November 2013 Bürgermeister der oberösterreichischen Landeshauptstadt Linz. Mit mehr als 25 Jahren Amtszeit war er der bisher längst dienende Bürgermeister von Linz.

## Werdegang
Der sozialdemokratische Bürgermeister stammt aus konservativem Elternhaus. Seine Eltern, sudetendeutsche Vertriebene, waren Bauern und sympathisierten mit der ÖVP. Ab dem fünften Lebensjahr lebte Dobusch in der Steiermark. Dort besuchte er das Akademische Gymnasium in Graz (humanistischer Zweig), das er allerdings nicht abschloss. Nach einer kurzen Zeit als Hilfsarbeiter in Deutschland wollte er ein neues Leben beginnen und kam im Sommer 1969 mehr zufällig als bewusst nach Linz. Er fand seine erste fixe Anstellung als Sekretär in der Pfarre Don Bosco und schrieb sich in der Arbeitermittelschule ein, wo er seine Sympathie für die Sozialisten entdeckte. 1971 schloss Dobusch die Arbeitermittelschule mit der Matura ab.
Von 1971 bis 1973 studierte er Mathematik und Physik, von 1973 bis 1977 Rechtswissenschaften an der Johannes Kepler Universität Linz. Am 27. April 1977 promovierte er zum Doktor der Rechte.

## Berufliche Laufbahn
Von 1975 bis 1978 war Franz Dobusch als Studien- und Vertragsassistent an der Linzer Johannes-Kepler-Universität. Anschließend war er bis 1981 Leiter der Rechts- und Organisationsabteilung der Universitätsdirektion. Bis 1988 war er danach Rektoratsdirektor der Universität für künstlerische und industrielle Gestaltung Linz.

## Politik
1975 wurde Dobusch Mitglied der SPÖ.
Nachdem er seit 1985 Mitglied des Linzer Gemeinderats war, wurde Franz Dobusch 1988 als Nachfolger von Hugo Schanovsky Bürgermeister von Linz. Mit dem Alter von 36 Jahren war er der jüngste Bürgermeister einer Landeshauptstadt in der Zweiten Republik.
Neben seiner Tätigkeit als Bürgermeister war Dobusch auch Bezirksparteivorsitzender (bis 29. November 2013) und Landesparteivorsitzender-Stellvertreter (bis 23. November 2013) der SPÖ und Vorsitzender des Finanz-, Schul- und Verfassungsausschusses der Stadt Linz.
Außerdem war er Aufsichtsratsvorsitzender der Linz AG, der Linzer Veranstaltungs GesmbH (LIVA) und der Design Center Linz Betriebsgesellschaft mbH (DC-B).
Als Bürgermeister von Linz genehmigte Dobusch das mittlerweile gerichtsanhängige Swap-Geschäft Nr. 4175 der Stadt Linz mit der BAWAG PSK.
Der Schuldenstand der Stadt Linz hat sich seit Dobuschs Amtsübernahme 1988 von 44 Millionen auf 1100 Millionen Euro verfünfundzwanzigfacht. Demgegenüber stehen Umweltmaßnahmen zur Verbesserung der Linzer Luft, im Sozialbereich der Ausbau von Krabbelstuben, Horten, Kindergärten, Alten- und Pflegeheime sowie im kulturellen Bereich, in dem das Kunstmuseum Lentos und das Ars Electronica Center gebaut wurden.

## Privates
Franz Dobusch ist mit einer Lehrerin verheiratet. Das Paar hat zwei Kinder. Seine Hobbys sind laut eigener Aussage Tennis, Fischen und Sauna.